# Greendale (Neil Young)
Greendale is het 25ste studioalbum van Neil Young en zijn 9e met Crazy Horse. Het album is een muziekfilm die zich afspeelt in de fictieve Californische plaats Greendale. Het album kwam uit in augustus 2003.

## Tracklist
Alle muziek en teksten zijn geschreven door Neil Young. 
| Nr. | Titel                | Duur  |
| --- | -------------------- | ----- |
| 1.  | Falling from above   | 7:27  |
| 2.  | Double e             | 5:19  |
| 3.  | Devil's sidewalk     | 5:19  |
| 4.  | Leave the driving    | 7:14  |
| 5.  | Carmichael           | 10:21 |
| 6.  | Bandit               | 5:13  |
| 7.  | Grandpa's interview  | 12:57 |
| 8.  | Bringin' down dinner | 3:17  |
| 9.  | Sun Green            | 12:03 |
| 10. | Be the rain          | 9:14  |

## Bezetting
- Neil Young - gitaar, orgel, mondharmonica, zang
- Ralph Molina - drums, zang
- Billy Talbot - basgitaar, zang
- The Mountainettes
Pegi Young - zang
Nancy Hall - zang
Twink Brewer - zang
Sue Hall - zang